# Thảm sát đảo Bangka

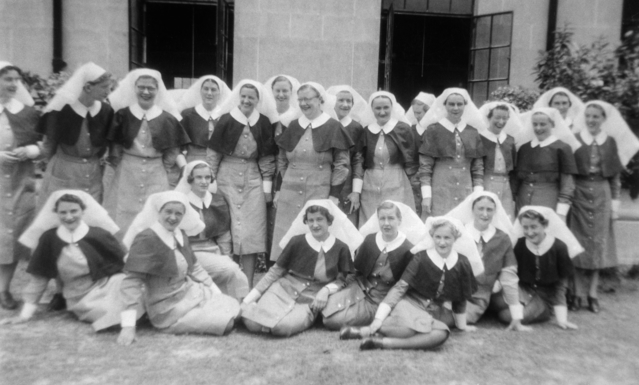
Ảnh đội ngũ y tá của Bệnh viện Đa khoa 2/13 Australia ở Singapore vào tháng 9 năm 1941. Sáu trong số các y tá này, bao gồm cả Vivian Bullwinkel, nằm trong nhóm bị thảm sát. Bullwinkel đứng thứ sáu từ trái sang.

Thảm sát đảo Bangka là thảm sát do quân đội Đế quốc Nhật Bản gây ra trong Chiến tranh Thái Bình Dương, ở Bangka, phía đông Sumatra thuộc quần đảo Indonesia. Vào ngày 16 tháng 02 năm 1942, binh lính Đế quốc Nhật Bản đã sử dụng súng máy giết các y tá quân đội Úc và 60 người lính Úc và Anh cùng với các thành viên phi hành đoàn sống sót trong vụ chìm tàu Vyner Brooke khi bị máy bay Nhật Bản ném bom.
Một y tá đến từ Nam Úc Vivian Bullwinkel, công dân Hoa Kỳ Eric Germann và người lính Hải quân Hoàng gia (Royal Navy) Stoker Ernest Lloyd là những người duy nhất sống sót.
Thảm sát đảo Bangka được phát hiện bởi một nghiên cứu vào năm 2019. Vụ việc này không được báo cáo cho Tòa án Tội phạm Chiến tranh Tokyo vào năm 1947 và cũng như không được đưa vào các bản kể lại, trong đó các y tá bị hiếp dâm trước khi họ bị giết trong vụ thảm sát.